# 上限电平
在音频设备中，上限电平（英語：ceiling level），或失真点（point of distortion），是指最大输入信号的振幅，高于此振幅的输出失真将超出可接受水平。在工作环境中它是危险物质的最大允许含量，任何时候电平都不应超过其上限值。通常（但并非总是）上限电平会被设定为略高于化学制品相关的加权时间平均值。